# L'Enfant et le Maître d'école
L'Enfant et le Maître d'école est la dix-neuvième fable du livre I de Jean de La Fontaine, située dans le premier recueil des Fables de La Fontaine, éditées pour la première fois en 1668.

## Texte de la fable
Dans ce récit je prétends faire voir
D'un certain sot la remontrance vaine.
Un jeune enfant dans l'eau se laissa choir,
En badinant sur les bords de la Seine.
Le Ciel permit qu'un saule se trouva
Dont le branchage, après Dieu, le sauva.
S'étant pris, dis-je, aux branches de ce saule,
Par cet endroit passe un maître d'école.
L'enfant lui crie : « Au secours, je péris ! »
Le magister, se tournant à ses cris,
D'un ton fort grave à contre-temps s'avise
De le tancer : « Ah ! le petit babouin !
Voyez, dit-il, où l'a mis sa sottise !
Et puis prenez de tels fripons le soin.
Que les parents sont malheureux, qu'il faille
Toujours veiller à semblable canaille !
Qu'ils ont de maux, et que je plains leur sort ! »
Ayant tout dit, il mit l'enfant à bord.
Je blâme ici plus de gens qu'on ne pense.
Tout babillard, tout censeur, tout pédant,
Se peut connaître au discours que j'avance :
Chacun des trois fait un peuple fort grand ;
Le Créateur en a béni l'engeance.
En toute affaire ils ne font que songer
         Aux moyens d'exercer leur langue.
Hé! mon ami, tire-moi de danger :
         Tu feras après ta harangue.